# Палата депутатів Люксембургу
Палата депутатів Люксембургу (люксемб. D'Chamber, фр. Chambre des Deputes, нім. Abgeordnetenkammer) — законодавчий орган Люксембургу.

## Склад іповноваження
Палата депутатів складається з 60 депутатів, що обираються шляхом прямих загальних виборів за пропорційною системою строком
на 5 років. Члени Палати депутатів не можуть бути членами уряду. Уряд відповідальний перед Палатою депутатів.

## Результати деяких виборів

### Вибори2004року
- Християнсько-соціальна народна партія — 36,11%
- Люксембурзька соціалістична робітнича партія — 23,37%
- Демократична партія) — 16,05%
- «Зелені» — 11,58%
- Комітет дії за демократію і справедливість — 9,95%

### Вибори1999року
- Християнсько-соціальна народна партія — 30,1%
- Демократична партія — 22,35%
- Люксембурзька соціалістична робітнича партія — 22,29%
- Комітет дії за демократію і справедливість — 11,31%
- «Зелені» — 9,08%
- «Ліві» — 3,3%